# Peter Ehmke
Peter Ehmke (* 22. Juli 1953 in Gelsenkirchen) ist ein ehemaliger deutscher Fußballspieler. Der Angreifer hat für die Vereine FC Schalke 04, 1. FC Köln und Bayer 05 Uerdingen in der Fußball-Bundesliga insgesamt 106 Ligaspiele bestritten und neun Tore erzielt. Dazu kommen noch in der 2. Fußball-Bundesliga bei Rot-Weiss Essen von 1977 bis 1979 69 Zweitligaspiele mit elf Toren.

## Laufbahn
In Schalke besuchte Ehmke die Volksschule und durchlief anschließend eine Ausbildung zum Groß- und Einzelhandelskaufmann. Ab zehn Jahren spielte er in der Jugend von „Königsblau“ und brachte es dort in die Westfalen- wie auch in die Auswahl von Westdeutschland. Als Neunzehnjährigen holte der FC Schalke 04 den Stürmer während der Saison 1972/73 aus der eigenen Amateurmannschaft aus der Landesliga Westfalen ins Bundesligateam. Im Team von Trainer Ivica Horvat debütierte er am siebten Rundenspieltag, den 14. Oktober 1972, bei einem 3:0-Heimerfolg gegen Rot-Weiß Oberhausen in der Bundesliga. Da Schalke bereits durch die Auswirkungen des Bundesliga-Skandals personell deutlich geschwächt war und im Sommer auch noch die zwei Leistungsträger Heinz van Haaren und Reinhard Libuda zu den Abgängen zählten, stand der Profieinstieg von Ehmke unter keinem guten Stern. Der Stürmer aus der Amateurmannschaft zeichnete sich bei den 1:1-Remisspielen gegen den FC Bayern München (24. Februar 1973) und Eintracht Braunschweig (24. März 1973) jeweils als Schalker Torschütze aus. Die Runde beendete Schalke am 9. Juni 1973 mit einem 2:0-Heimerfolg vor 37.000 Zuschauern gegen den Hamburger SV und belegte damit den rettenden 15. Platz. Im Angriff war dabei der Gastgeber mit Ehmke, Nico Braun und Erwin Kremers angetreten. Ehmke hatte 21 Ligaspiele bestritten und drei Tore erzielt.
In seiner zweiten BL-Saison für Schalke 04, 1973/74, kam er zu 19 Einsätzen und erzielte wiederum drei Treffer bei der Verbesserung auf den 7. Tabellenplatz. Jetzt war wieder Klaus Fischer für die „Knappen“ auf dem Platz und erzielte prompt 21 Treffer. An seiner Seite stürmte Erwin Kremers und Ehmke stritt sich zumeist mit Rüdiger Abramczik um den dritten Platz im Angriff der Horvat-Elf. Mit seinem Einsatz am 4. Mai 1974, bei einer 1:3-Auswärtsniederlage beim 1. FC Köln, verabschiedete er sich von Schalke und wechselte in die Domstadt nach Köln.
Beim FC hatte es Ehmke mit Konkurrenten wie Johannes Löhr, Dieter Müller, Detlev Lauscher und den zwei Allroundern Jürgen Glowacz und Herbert Zimmermann im Kampf um die Angriffspositionen zu tun. Die Konkurrenz war groß und Trainer Zlatko Čajkovski setzte ihn im Lauf der Runde nur achtmal in der Bundesliga ein. Am vierten Spieltag, den 14. September 1974, debütierte er beim FC bei einer 3:6-Auswärtsniederlage gegen den FC Bayern München. Er startete auf Rechtsaußen und wurde in der 46. Minute beim Stand von einer 3:2-Führung gegen Herbert Zimmermann ausgewechselt. Daneben absolvierte Ehmke aber noch jeweils zwei Spiele im DFB-Pokal gegen FC St. Pauli (4:1) und Fortuna Düsseldorf (2:5), wo er jeweils im Laufe der zweiten Halbzeit eingewechselt wurde und desgleichen im UEFA-Pokal gegen Kokkola PV (5:1) und den FC Amsterdam (3:2). In der Domstadt erlebte Ehmke nach eigener Aussage keine schöne Zeit: „Es war wirklich grausam. Der Ausdruck ‚Kölscher Klüngel‘ ist dabei noch harmlos. Intrigen und linke Dinger waren an der Tagesordnung. Sein Resümee der Zeit am Geißbockheim fällt negativ aus, er bezeichnet seine Zeit in Köln als die schlimmste Zeit seines Lebens.“
Nach Ende der Saison 1974/75 verließ er die Kölner bereits wieder und schloss sich
dem KRC Mechelen, dem Aufsteiger in Belgien in die 1. Division an. Mechelen erwies sich aber im Lauf der Runde als zu schwach und stieg umgehend wieder in die 2. Division in Belgien ab, wo Ehmke 1976/77 mit seinen Mannschaftskameraden den 6. Rang belegte. Zur Saison 1977/78 kehrte er wieder nach Deutschland zurück und lief in der 2. Fußball-Bundesliga für Rot-Weiss Essen auf.
Die Rot-Weißen aus Bergeborbeck mit dem Georg-Melches-Stadion waren 1977 aus der Bundesliga abgestiegen und wollten so schnell wie möglich wieder ins deutsche Fußballoberhaus zurück. Ehmke gehörte sofort zur Stammbesetzung, er war aber mehr in die Defensive gerückt, und erreichte mit Mitspielern wie Günter Fürhoff, Frank Mill und dem überragenden Torjäger Horst Hrubesch (35 Spiele, 42 Tore) die Vizemeisterschaft. Er hatte dazu in 34 Rundeneinsätzen drei Tore erzielt. In den zwei Entscheidungsspielen zur Ermittlung des dritten Aufsteigers gegen den Vizemeister der Südstaffel, den 1. FC Nürnberg, erzielte er im Rückspiel vor 32.500 Zuschauern den zwischenzeitlichen 1:1-Ausgleichstreffer. Durch den 1:0-Heimerfolg setzte sich Nürnberg nach dem 2:2 an der Hafenstraße gegen RW Essen durch und stieg in die Bundesliga auf. Im zweiten Essener Jahr von Ehmke reichte es für die ohne Torjäger Hrubesch auftretenden Rot-Weißen nicht für die Spitzengruppe. Das Team um Ehmke, Matthias Herget und Frank Mill belegte unter Trainer Diethelm Ferner den 8. Tabellenrang. Ehmke hatte aber mit seiner Leistung in 35 Ligaspielen mit acht Toren die Verantwortlichen von Bayer 05 Uerdingen auf sich aufmerksam gemacht und spielte nach seinem Wechsel nach Krefeld ab 1979/80 wieder in der Bundesliga.
Mit der Mannschaft aus dem Grotenburg-Stadion belegte Ehmke in der Saison 1979/80 unter Trainer Horst Buhtz und an der Seite von Mitspielern wie Paul Hesselbach, Paul Hahn, Norbert Brinkmann, Friedhelm Funkel, Sigfried Held und Jan Mattsson den 15. Platz; er hatte als Mittelfeldspieler 28 Ligaspiele absolviert und zwei Tore erzielt. Als im zweiten Jahr, 1980/81, mit dem torgefährlichen Friedhelm Funkel ein absoluter Leistungsträger in die Pfalz zum 1. FC Kaiserslautern wechselte, war Uerdingen deutlich geschwächt und konnte diesen Verlust nicht kompensieren. Ehmke lief nochmals in 30 Bundesligapartien (1 Tor) auf, konnte aber nicht den Abstieg verhindern. Sein letztes Bundesligaspiel bestritt er am 30. Mai 1981 bei einer deftigen 1:7-Auswärtsniederlage bei Borussia Mönchengladbach.
Peter Ehmke hat mit Unterbrechung neun Jahre im Deutschen Profi-Fußball, immer im westdeutschen Raum, gespielt, wobei es ihn nie lange bei einem Verein gehalten hat. Immerhin hat er in dieser Zeit über 100 Einsätze in der 1. Bundesliga vorzuweisen.
Er ging ab 1981/82 in das Amateurlager zurück und schloss sich dem STV Horst-Emscher aus dem Fürstenbergstadion in seiner Heimatstadt Gelsenkirchen an. Von 1984 bis 1986 war er beim STV als Spielertrainer tätig, ehe er dann von 1986 bis 1993 den VfB Kirchhellen betreute. Seit 1983 leitete der passionierte Radfahrer, Fliegenfischer und Golfspieler die Firma „Pro Sicherheit Ehmke GmbH“ mit weit über 100 Angestellten.

## Vereine
- bis 1974 FC Schalke 04
- 1974–1975 1. FC Köln
- 1975–1977 RC Mechelen
- 1977–1979 Rot-Weiss Essen
- 1979–1981 Bayer 05 Uerdingen

## Statistik
1. Bundesliga
- 38 Spiele; 6 Tore FC Schalke 04
- 8 Spiele 1. FC Köln
- 58 Spiele; 3 Tore Bayer 05 Uerdingen

2. Bundesliga
- 69 Spiele; 11 Tore Rot-Weiss Essen